# ポロ

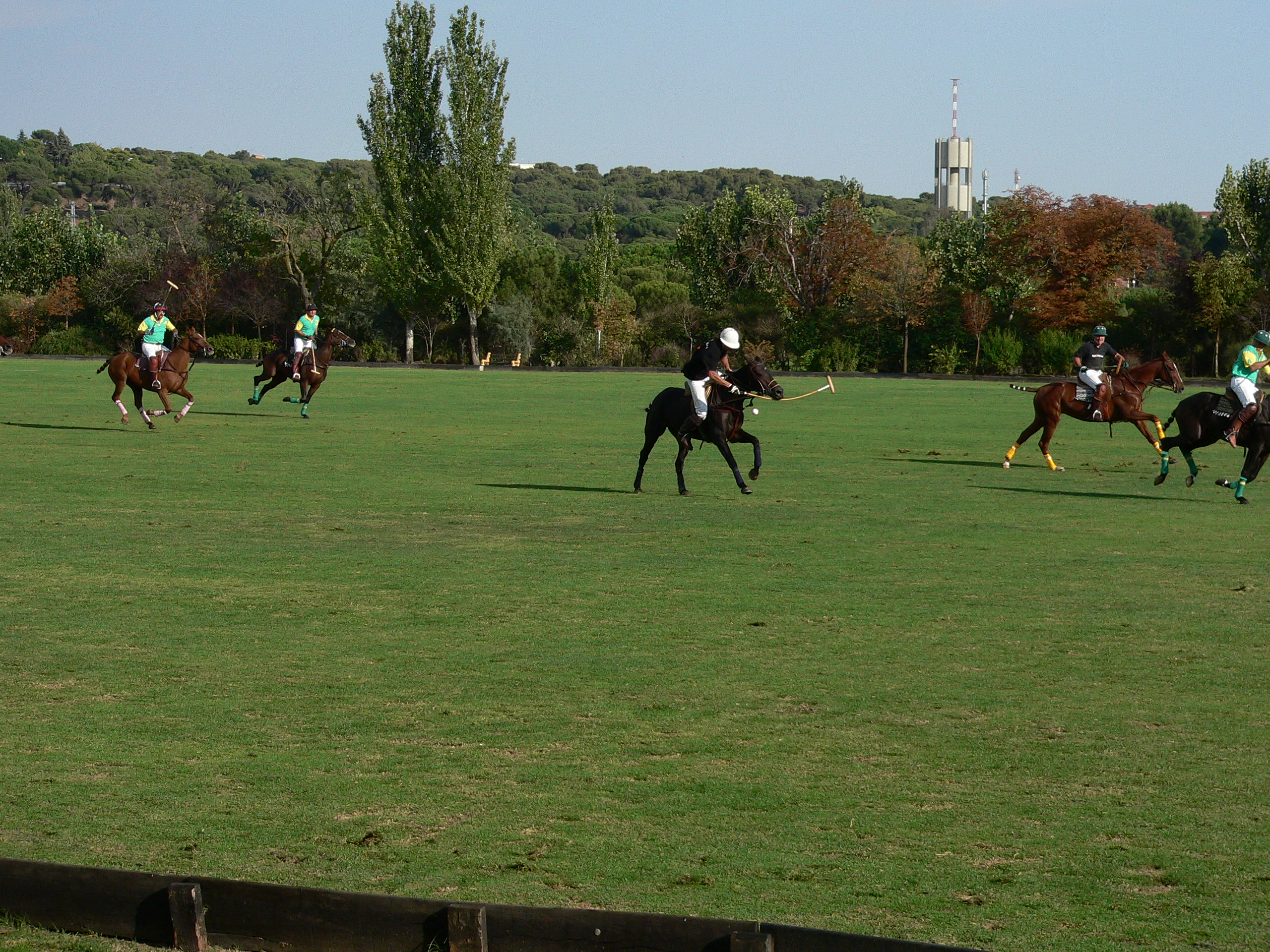
ポロ

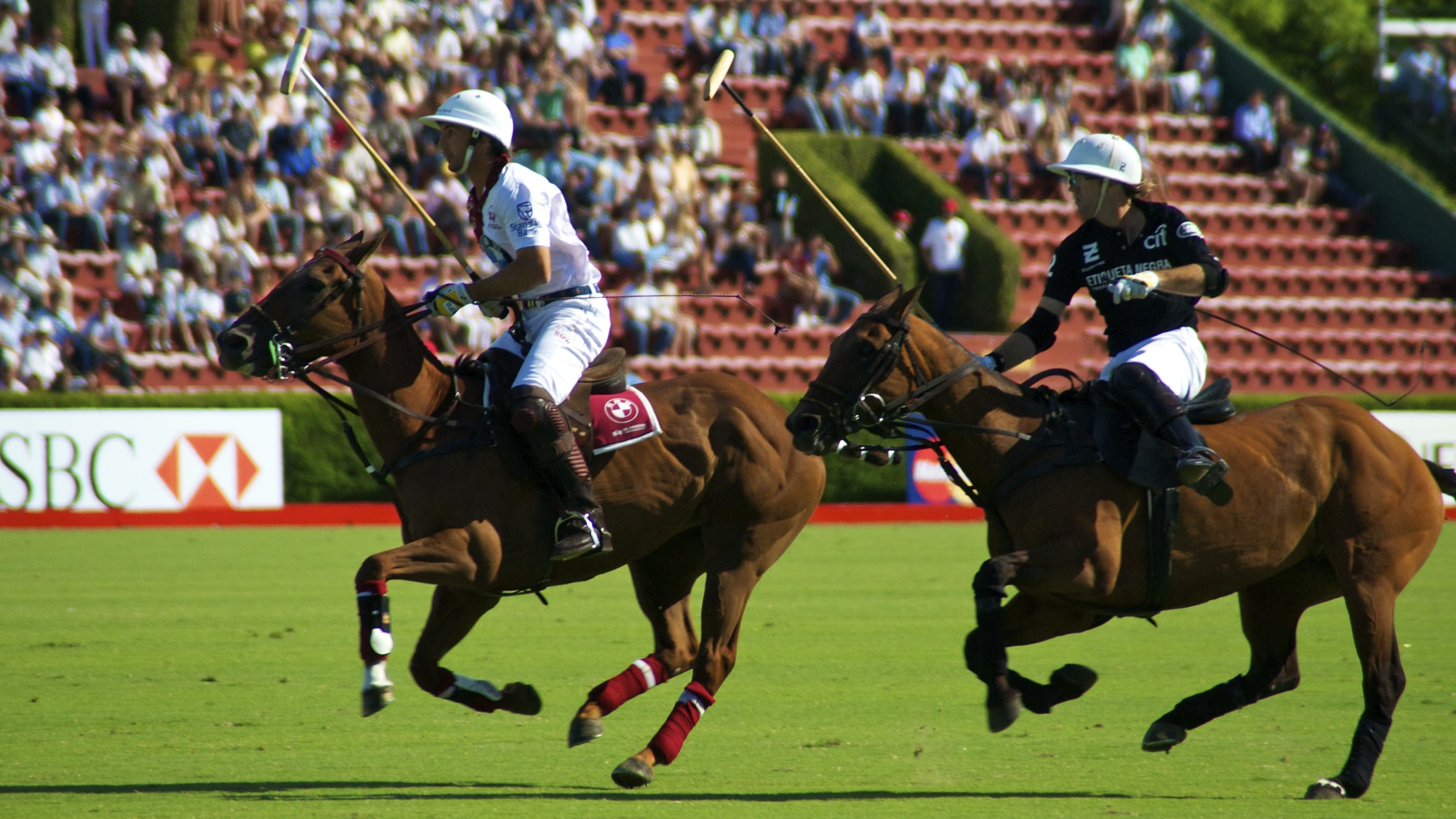
アルゼンチンポロ選手権

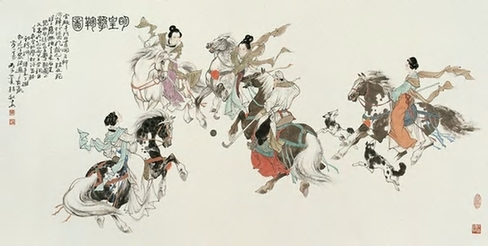
清の丁観鵬が描いた唐明皇撃鞠図

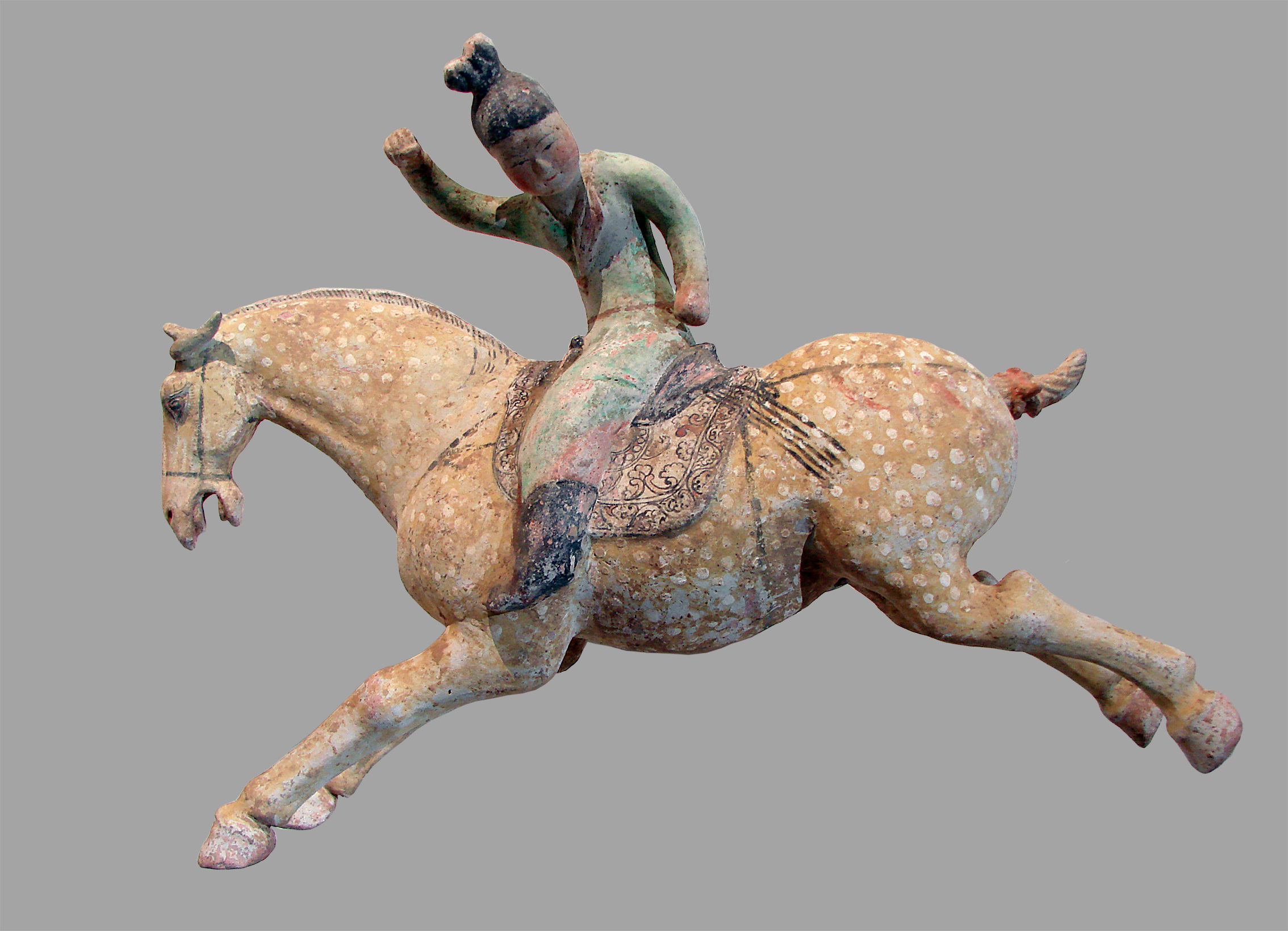
ポロをする女性 唐朝・8世紀初期

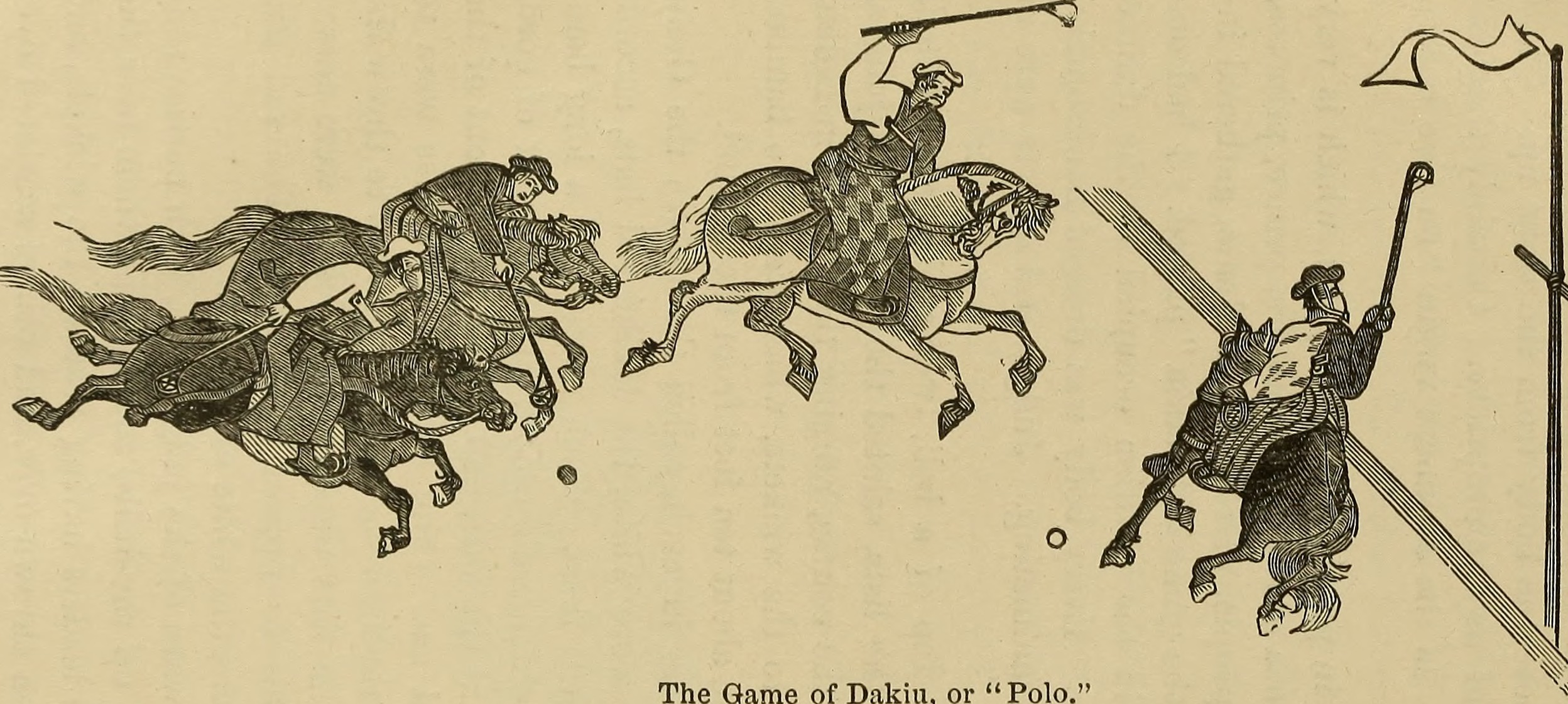
日本の打毬（ウィリアム・グリフィス著『The Mikado's Empire（ミカドの帝国）』より）

ポロ（英語: polo、英語発音: [ˈpoulou]、ポウロウ）は、馬に乗って行う団体球技の一種。世界で最も古い歴史をもつ競技の一つである。漢字で馬球（ばきゅう）と表記される。

## 基本ルール
競技場は270x150mと、フットボールの9倍の広さがある。1チーム通常4人で構成され、メンバーは馬に乗り、マレットと呼ばれるスティックで球を打つ。この球を相手チームのゴールに運べば得点となる。試合時間は7分間の「チャッカー」（chukkas）と呼ばれる区切りに分けられ、1試合はチャッカー6回である。1人の選手は試合中4頭まで馬を替える事ができる。また、1頭の馬を連続する2つのチャッカーに続けて出すことは出来ない。

## 歴史と現況
紀元前6世紀のペルシャ（現在のイラン）を起源とし、騎馬隊の軍事訓練としてインド、中国、日本へ伝播した。特に中国では唐の時代以降、皇室で楽しまれ、当時の様子が壁画や唐三彩の美術品からうかがい知ることができる。日本にも神事としての打毬の伝統が一部で残っている。
近代ポロのルールは、19世紀になってイギリス人によって制定された。植民地インドでポロを「発見」したイギリス兵たちが本国にこの競技を持ち帰ったことをきっかけに、ヨーロッパ各国に広まった。その後、英国から南米に伝わり、現在ではアルゼンチンがレベル的にも規模的にも世界No.1のポロ大国である。
2015年現在、アルゼンチンにはポロのプレーヤー数6,000人存在し、ポロクラブが270つあるとされる。次いでアメリカがプレーヤー数2,800人、クラブ数250。イングランドはプレーヤー数2,760人、クラブ数70とされる。

### 日本での普及

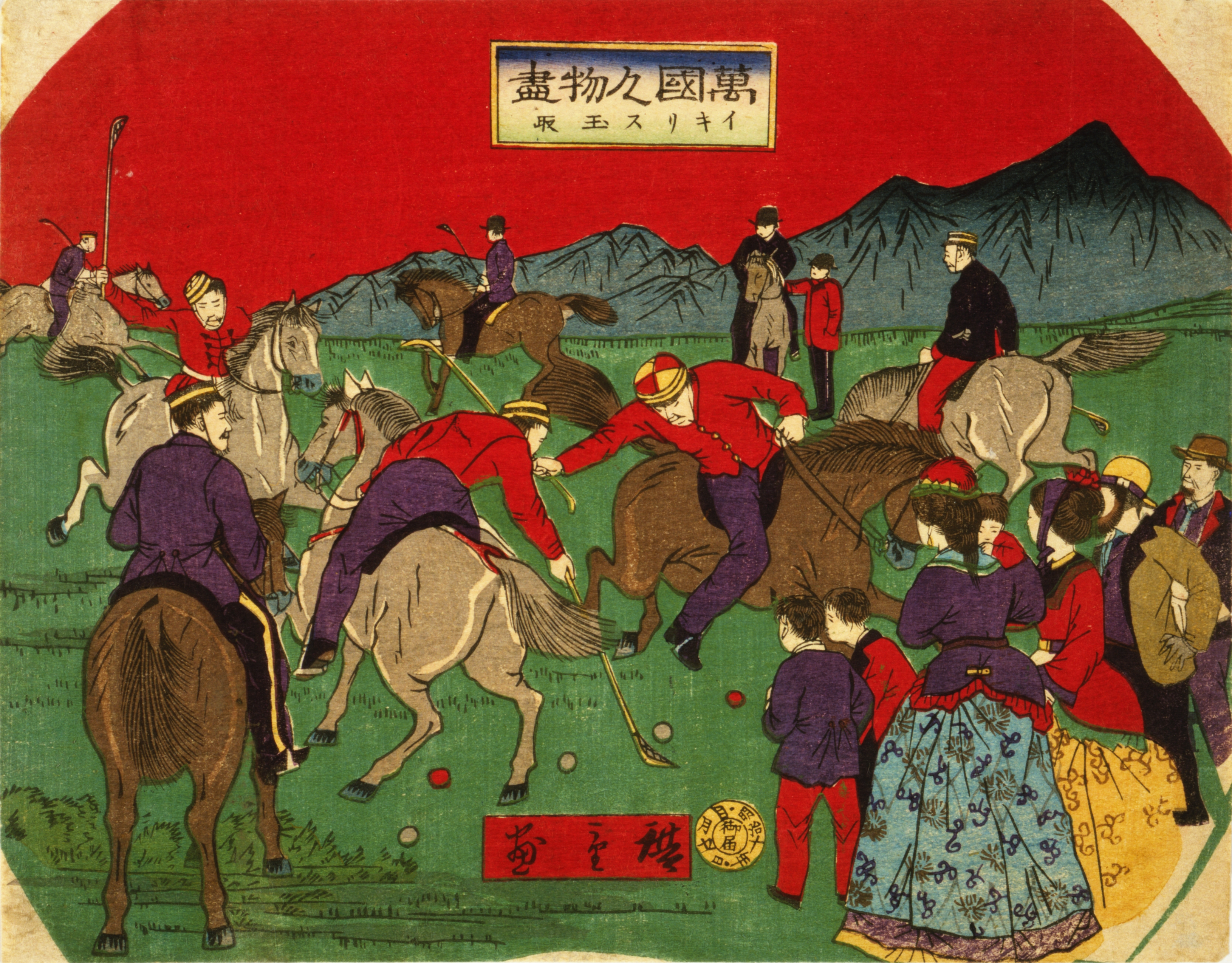
「イギリス玉取」として描かれた明治時代の浮世絵。1877年、3代広重

乗馬人口そのものの少なさ、さらに広い競技場や1人につき最低2頭の馬を用意しなければならないという条件の困難さのため、日本ではごく一部でしか行われていない（なお、2頭というのもあくまで最低条件であり、実質的には1人4頭の馬を用意しないと競技は困難である）。ポロの日本人の登録競技人口は数人といわれ、クラブはひとつもない。
ただ、2016年4月にポロ競技の公式団体として一般社団法人「日本ポロ協会」が設立された他、北海道でもポロ競技を定着させる試みが始まっている。

## 大会
- 世界ポロ選手権
- PIPA Snow Polo World Cup Tour（英語版） - 雪原で行われるポロの大会。

1900年から1936年のベルリン大会まで、ポロはオリンピック競技であった（オリンピックのポロ競技）。

### 選手
- 大塚太郎 - 大塚倉庫代表取締役会長。日本では数少ないポロ選手のひとりでもある

## その他
ファッション
ポロの競技者が着る服が元となってポロシャツが生まれたとされる。ポロ競技を行う選手をロゴモチーフとした洋服ブランドもラルフローレン等多数存在し、それらが「ポロ」と略して呼ばれることも一般的となっている。
馬に乗らないポロ
- エレファントポロ - 象を用いたポロ。
- カヌーポロ - カヌーを用いたポロ。
- サイクルポロ（英語版） - 自転車を用いたポロ。
- モトボール - オートバイを用いたポロ。
- セグウェイポロ - セグウェイを用いたポロ。
- 水球 - 英名を「ウォーターポロ」という。

## ポロを扱った映像作品

### 映画
| 年   | 題名                                    | 備考                             |
| ---- | --------------------------------------- | -------------------------------- |
| 1936 | ミッキーのポロゲーム Mickey's Polo Team | ミッキーマウスの短編映画シリーズ |
| 2009 | The Polo Kid                            | ドキュメンタリー映画             |

### テレビシリーズ
| 年   | 題名           | 備考                              |
| ---- | -------------- | --------------------------------- |
| 2024 | POLO/ポロ Polo | Netflixオリジナルドキュメンタリー |